# Feliks Łopacki
Feliks Łopacki (ps. Czarny) (ur. 19 maja 1902 w Wólce Mińskiej, zm. 2 lutego 1969 w Warszawie) – polski działacz robotniczy.

## Życiorys
Pochodził z biednej, robotniczej rodziny i wcześnie zaczął pracować zarobkowo, od 1928 pracował w fabryce K. Rudzkiego w Mińsku Mazowieckim, wstąpił tam do Komunistycznej Partii Polski. Wstąpił do Związków Zawodowych Metalowców, uczestniczył w akcjach strajkowych i marszu głodnych w 1931. W latach 1932–1936 był członkiem mińskiego komitetu Komunistycznej Partii Polski, w 1933 kandydował do Rady Miejskiej z listy Jedności Robotniczej. Zwolniony z pracy za lewicowe przekonania pracował przy brukowaniu szos, podczas okupacji hitlerowskiej pracował w Elektrowni Miejskiej w Mińsku Mazowieckim. Wstąpił do Polskiej Partii Robotniczej, równocześnie został żołnierzem Gwardii Ludowej. Uczestniczył w akcjach sabotażowych, kolportażu literatury, rozprowadzaniu bonów Daru Narodowego na fundusz Gwardii Ludowej. Udzielał pomocy jeńcom zbiegłym z obozów hitlerowskich i pomagał im dołączyć do oddziałów partyzanckich, należał do konspiracyjnej Powiatowej Rady Narodowej. Po zakończeniu wojny został funkcjonariuszem Milicji Obywatelskiej, w 1959 przeszedł na emeryturę.

## Odznaczenia
- Krzyż Oficerski Orderu Odrodzenia Polski;
- Złoty Krzyż Zasługi;
- Srebrny Krzyż Zasługi;
- Brązowy Krzyż Zasługi;
- Krzyż Partyzancki.